# Christiania, du har mit hjerte
Christiania, du har mit hjerte er en dansk portrætfilm fra 1991 med instruktion og manuskript af Nils Vest.

## Handling
En kærlig film om Fristaden. Christiania er andet end Pusher Street og hash. Filmen viser en velfungerende lille landsby med børnehave, genbrugshal, beboerrådgivning, postkontor, lokalradio og smukke selvbyggede huse. Filmen kommer også ind på Christianias dramatiske historie i forhold til det omgivende samfund og kampen imod hårde stoffer.